# Оразакский сельский округ
Ораза́кский се́льский окру́г (каз. Оразақ ауылдық округі) — административная единица в составе Целиноградского района Акмолинской области Республики Казахстан.
Административный центр — село Оразак.

## География
Административно-территориальное образование расположено в западной части района, граничит:
- на севере с Жанаесильским сельским округом,
- на северо-востоке с сельским округом Акмол,
- на востоке, юго-востоке с Шалкарским сельским округом,
- на юге, западе с Коргалжынским районом,
- на северо-западе с сельским округом Родина.

Сельский округ расположен на казахском мелкосопочнике. Рельеф местности в основном представляет собой сплошную равнину с незначительными перепадами высот; средняя высота округа — около 340 метров над уровнем моря. 
Гидрографическая сеть округа представлена рекой Нура — которая образует южные границы округа.
Климат холодно-умеренный, с хорошей влажностью. Среднегодовая температура воздуха положительная и составляет около +4,5°С. Среднемесячная температура воздуха в июле достигает +21,0°С. Среднемесячная температура января составляет около -14,2°С. Среднегодовое количество осадков составляет около 400 мм. Основная часть осадков выпадает в период с июня по июль.
Через территорию сельского округа проходит около 17 километров автодороги республиканского значения — Р-2 «Нур-Султан — Коргалжын» (с подъездом к Коргалжынскому заповеднику) с ответвлением от неё автодороги областного значения — КС-5 «Кабанбай батыра — Жангызкудук — Оразак».

## История
В 1989 году существовал как — Краснофлагский сельсовет (сёла Оразак, Берлик).
В периоде 1991 — 1998 годов Краснофлагский сельсовет был переименован и преобразован в Оразакский сельский округ.

## Население
| Численность населения | Численность населения | Численность населения |
| 1989                  | 1999                  | 2009                  |
| --------------------- | --------------------- | --------------------- |
| 1994                  | ↗2157                 | ↘1825                 |

## Состав
| № | Населённый пункт | Тип населённого пункта       | Население, 1989 | Население, 1999 | Население, 2009 |
| - | ---------------- | ---------------------------- | --------------- | --------------- | --------------- |
| 1 | Бирлик           | село                         | 252             | 337             | 301             |
| 2 | Оразак           | село, административный центр | 1 742           | 1 820           | 1 524           |

## Местное самоуправление
Аппарат акима Оразакского сельского округа — село Оразак, улица Абдуали Токбаев, строение 26/1.
- Аким сельского округа — Жандилдин Шынгыс Абитжанович.